# Соломоново
Соломо́ново (укр. Соломоново) — село в Чопской городской общине Ужгородского района Закарпатской области Украины. Расположено в междуречье Тисы и Латорицы.
Ближайшая железнодорожная станция — Чоп (в 2-х км от села). Село является самым западным населённым пунктом Украины (во многих справочниках таковым ошибочно называется Чоп). Ранее носило название Соломон, Тисошоломон (венг. Tiszasalamon, словацк. Šalamúnová).

## История
В первом письменном упоминании села под 1281 годом говорится, что оно принадлежало шляхтичу Петру. В источниках XIII—XIV веках село известно под названиями «Salamun», «Solomon», «Salamon». Возможно, название происходит от имени его владельца Соломона.
В XII веке селом владели шляхтичи из Требишова (Восточная Словакия), которые в 1300 году передали его Ужанскому наджупану Петру Петуни. С первой половины XIV века владельцами Соломонова были графы Другеты. В 30-х годах XIV века в селе существовал католический костёл, который в период Реформации переходил от католиков к реформатам и обратно.
В 1427 году, кроме хозяйства кенейза (шолтейса), Соломоново облагается налогом от 14 порт. Тогда село считалось средним по величине поселением. В XVI веке количество жителей села значительно уменьшилось. В 1588 году налогами облагались только 9 крестьянских хозяйств, в собственности которых была 1,75 порты. В 1599 году, то есть спустя десятилетие, в селе насчитывалось около 20 крестьянских домохозяйств, костёл, парафия, школа.
Источники, датированные XVIII веком, относят Соломоново к мадьярским сёлам.
В 1923 году чехословацкие легионеры и их семьи основали поселение Страж (словац. Stráž, венг. Strázs) на остаточном ферме в 250 га севернее железнодорожной линии (сегодня ул. Шевченко, ул. Первомайская, ул. Латорицкая, ул. Демократическая). В то время вновь Чехословакия предложила легионерам сельскохозяйственные угодья в Восточной Словакии и Подкарпатье, освобождены земельной реформой. Семьи сначала жили в импровизированных пространствах, затем строили дома; до поселения иммигрировали также несколько русинских жителей,. В Стражи существовала железнодорожная станция Stráž pri Čope, и по сей день железнодорожный пограничный переход Чоп — Чьерна-над-Тисоу называется с украинской стороны Страж.
23 ноября 1944 года освобождено от немецко-фашистских войск — одним из последних населённых пунктов на территории современной Украины.
Село было присоединёно к УССР, как и другие окрестности города Чопа в июне 1945 года, хотя до этого эта территория не входила в состав Подкарпатской Руси, а была частью территории Словакии и принадлежала Кралёвохлмецкому району. Так как Чоп был (и остаётся) важным железнодорожным узлом, советская сторона настояла на передаче Чопа и около 250 км² территории Словакии Закарпатской области Украины.
После присоединения в 1946 году советской стороной была перекрыта чехословацкая автомагистраль 553 Мукачево — Кралёвски Хлмец, связывающая Соломоново с Чехословакией (48°26′07″ с. ш. 22°08′17″ в. д.). Словакия и Украина планируют восстановить автомагистраль и открыть новый пограничный переход.
В 1975 году в центре Соломонова установлен памятный знак в честь советских воинов-освободителей.
В июле 1995 года Кабинет министров Украины утвердил решение о приватизации находившегося здесь совхоза.
В 1995 году решением Закарпатского областного совета украинское название села была изменена с Соломонове на Соломоново.

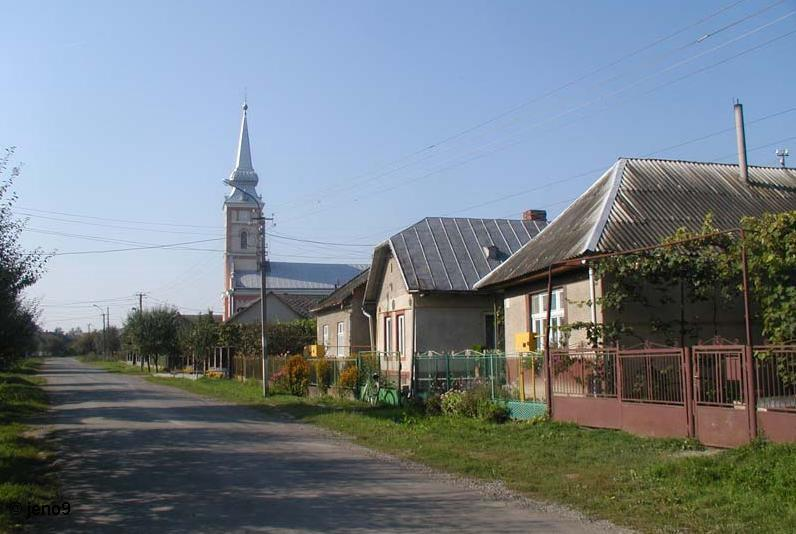
Соломоново
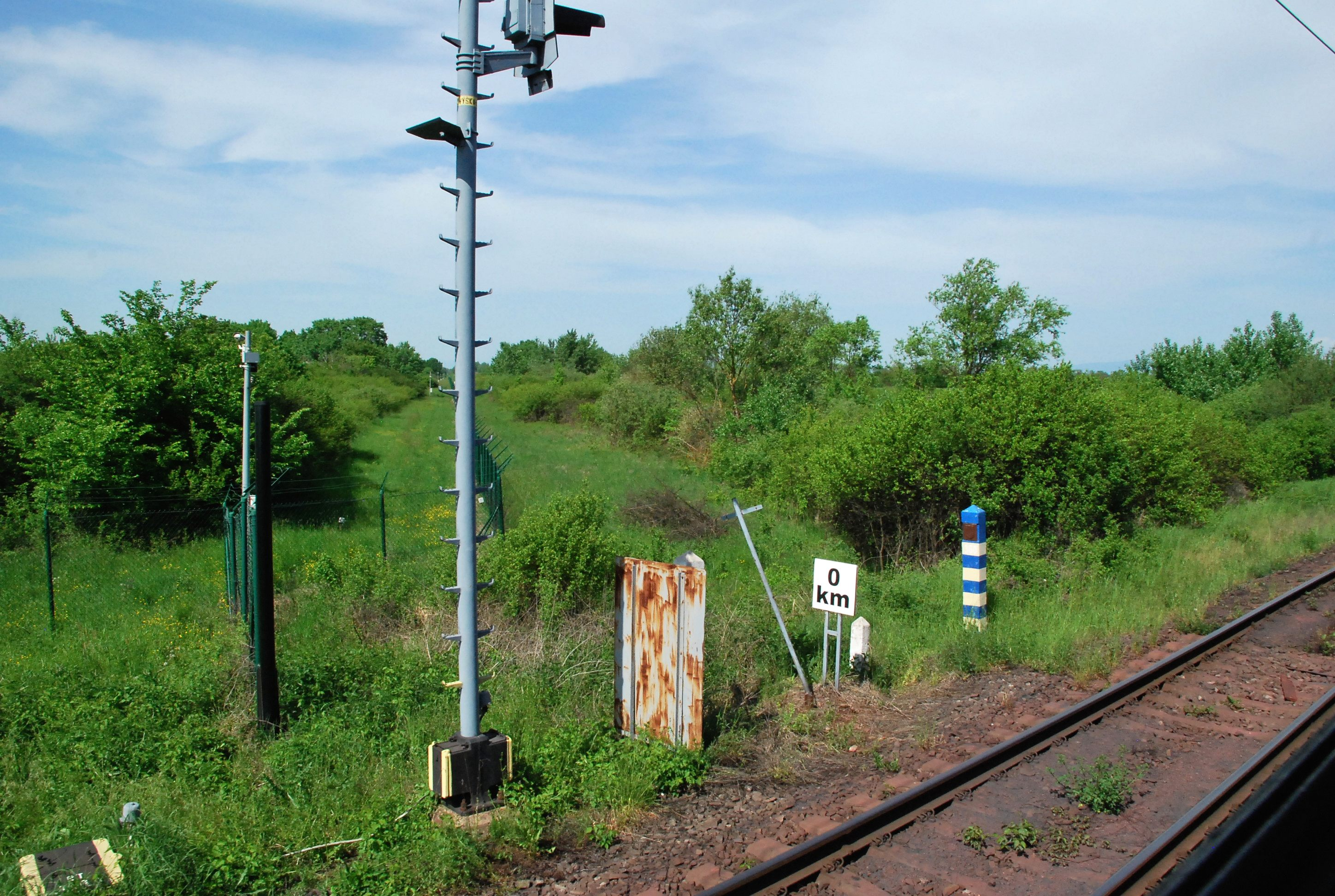
Граница со Словакией в 2013, виден разделяющий знак №360 и пограничные столбы
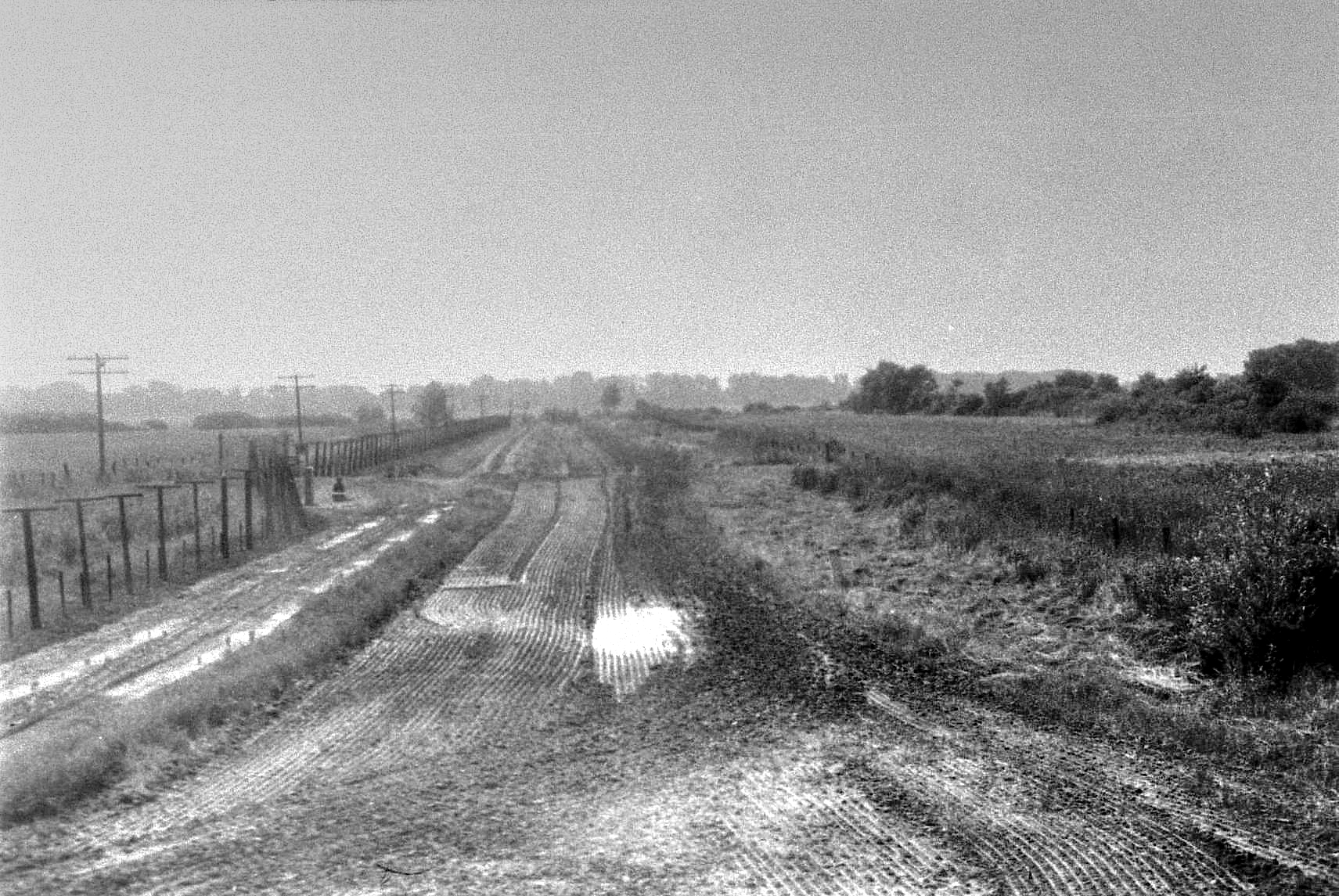
Граница со Словакией в Соломоново в 1985 году
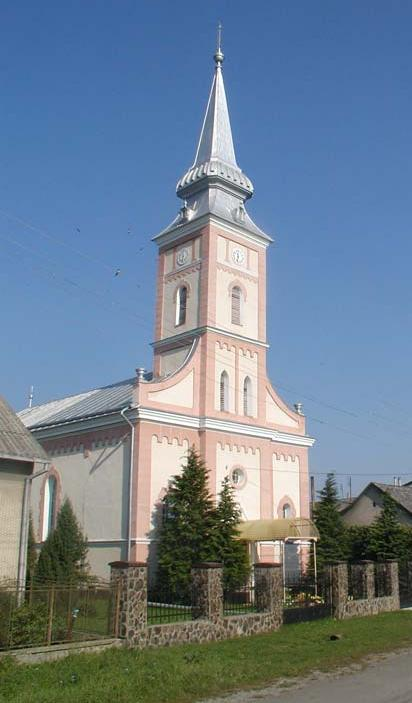
Церковь в Соломоново
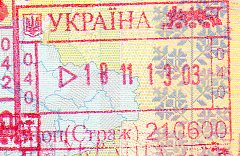
Печать железнодорожного переезда Чоп (Страж)

## Промышленность
В Соломоново расположен завод «Еврокар» (англ. Eurocar) — официальный производитель автомобилей марок Volkswagen Group на территории Украины.

## Уроженцы
- Ян Горал, (настоящее имя — Ян Хоффман) — (1923–2011) — чешский ветеран войны, менеджер, бизнесмен, отельер, инициатор культурной жизни и меценат ветеранов войны.